# Alkali Nassara Club
Alkali Nassara Club w skrócie Alkali Nassara – nigerski klub piłkarski grający w drugiej, a niegdyś w nigerskiej pierwszej lidze, mający siedzibę w mieście Zinder.

## Sukcesy
- I liga[1]:
  - wicemistrzostwo (1): 2001.

- Puchar Nigru[2]:
  - finał (1): 2003.

## Występy w afrykańskich pucharach
| Sezon | Rozgrywki  | Runda | Kraj | Klub         | Dom | Wyjazd | Dwumecz |
| ----- | ---------- | ----- | ---- | ------------ | --- | ------ | ------- |
| 2002  | Puchar CAF | 1     | Togo | Maranatha FC | 1–3 | 0–3    | 1–6     |

## Stadion
Domowe mecze klub rozgrywa na stadionie o nazwie Stade de Zinder w Zinder, który może pomieścić 10000 widzów.

## Reprezentanci kraju grający w klubie
Stan na styczeń 2023.
| - Pascal Anicet - Mohammed Moussa | - Mahamadou Oumarou |